# Oecobius sapporensis
Oecobius sapporensis är en spindelart som beskrevs av Saito 1934. Oecobius sapporensis ingår i släktet Oecobius och familjen Oecobiidae. Inga underarter finns listade i Catalogue of Life.